# 安藤俊英
安藤 俊英（あんどう としひで　1966年（昭和41年）10月26日 - ）は、日本の外交官。外務副報道官、外務省領事局長等を経て、中東アフリカ局長。

## 人物
東京都出身。1989年東京大学経済学部卒業、外務省入省。2019年駐インド次席公使。2022年から外務省領事局長を務め、ソウル梨泰院雑踏事故で設置された対策室の室長を務め被害情報の収集などにあたった。

## 略歴
- 平成元年4月　外務省入省
- 平成8年7月　外務省経済局総務参事官室課長補佐
- 平成10年7月　外務省条約局国際協定課課長補佐
- 平成12年4月　外務省条約局国際協定課首席事務官
- 平成13年5月　外務省北米局北米第二課首席事務官
- 平成15年1月　外務省大臣官房兼内閣官房内閣総務官室総理大臣官邸事務所
- 平成17年1月　外務省総合外交政策局総務課課長補佐兼外務省経済局政策課
- 平成18年4月　外務省経済局経済連携課企画官
- 平成18年8月　外務省国際法局条約課条約交渉官兼外務省大臣官房総務課
- 平成18年9月　外務省大臣官房総務課企画官
- 平成18年9月　内閣事務官（内閣官房副長官補付）
- 平成19年9月　外務省大臣官房人事課企画官兼外務省総合外交政策局安全保障政策課
- 平成19年11月　在オーストラリア日本国大使館参事官
- 平成21年6月　内閣官房内閣参事官（内閣官房副長官補付）併任
- 平成22年1月　在アメリカ合衆国日本国大使館参事官
- 平成24年8月　在シンガポール日本国大使館参事官
- 平成26年8月　外務省アジア大洋州局地域政策課長
- 平成28年8月　外務省大臣官房広報文化外交戦略課長
- 平成29年7月　外務省大臣官房参事官（報道・広報・文化交流担当／外務副報道官）兼アジア大洋州局
- 平成30年7月　外務省大臣官房参事官兼アジア大洋州局、アジア大洋州局南部アジア部
- 令和元年7月　在インド日本国大使館公使（次席）
- 令和4年1月　外務省領事局長
- 令和6年1月　中東アフリカ局長[3]

## 同期
- 相航一（23年アメリカ特命全権公使・21年アメリカ公使）
- 赤堀毅（24年外務審議官（経済担当）・22年地球規模課題審議官）
- 赤松秀一（21年上海総領事）
- 市川恵一（23年内閣官房副長官補・22年総合外交政策局長・20年北米局長）
- 岡井朝子（23年バーレーン大使・18年国連事務次長補）
- 加納雄大（23年ユネスコ大使・22年内閣府国際平和協力本部事務局長・21年南部アジア部長）
- 城内実（14年外務副大臣・03年衆議院議員）
- 齋田伸一（23年国際平和協力本部事務局長・22年アフリカ部長・20年アメリカ公使・16年エチオピア大使）
- 志水史雄（22年大臣官房長・20年中華人民共和国公使、18年アフリカ連合代表部大使）
- 曽根健孝（22年在ロサンゼルス総領事）
- 田村政美（23年外務省研修所長・20年インドネシア公使）
- 浜田隆（23年瀋陽総領事・21年内閣情報調査室内閣審議官兼国際テロ情報集約室次長）
- 中込正志（22年欧州局長・21年内閣総理大臣秘書官）
- 長岡寛介（24年チェコ大使・21年中東アフリカ局長・19年大臣官房審議官）
- 鯰博行（25年外務審議官（政務担当）・23年アジア大洋州局長・22年経済局長・21年国際法局長）
- 星野芳隆（23年エルサルバドル大使・21年スポーツ庁審議官）
- 松永健（23年トロント総領事）
- 山本恭司（19年フィリピン公使）
- 米谷光司（21年アフリカ部長・17年ジブチ大使）